# Bondevennerne
Bondesvennerne var ett politiskt parti i Norge på 1860- och 1870-talen, organiserat av Søren Jaabæk.
Partiet, som hade sitt centrum i Mandal, var ett av uttrycken för den norska bondeklassens politiska framträngande på 1800-talet. Det mest utmärkande draget frö bondevennerna var en markerad motvilja mot statsadministrationen. Särskilt riktade man sig mot ämbetsmännen med parollen "sparsamhet i statshushållningen", men även den så kallade penningaristokratin bekämpades. Jaabæk redigerade 1865-1879 Folketidende som var partiets organ. Omkring 1880 hade partiet helt uppgått i det av Johan Sverdrup parti som senare blev Venstre.